# Wałdowo (powiat ostródzki)
Wałdowo (niem Waldau) – osada w Polsce położona w województwie warmińsko-mazurskim, w powiecie ostródzkim, w gminie Ostróda.
W latach 1975–1998 miejscowość należała administracyjnie do województwa olsztyńskiego.

## Komunikacja miejska
Na terenie miejscowości kursują 3 linie komunikacji miejskiej obsługiwane przez ZKM Ostróda. Są to linie:
- 6 (Wałdowo - Grunwaldzka ZKM)
- 9 (Wałdowo - Nad Jarem)
- 12 (Wałdowo - Kajkowo)

Pętla autobusowa "Wałdowo" znajduje się w pobliżu ul. Kormorana, nieopodal granicy administracyjnej miasta Ostródy.